# Маленький человек, старайся!
«Маленький человек, старайся!» (яп. 腰弁頑張れ: косибэн, ганбарэ; англ. Flunky, Work Hard!) — японский короткометражный фильм режиссёра Микио Нарусэ, вышедший на экраны в 1931 году. 

## Сюжет
В фильме рассказана история страхового агента Окабэ с тремя иенами в кармане. Он даже не может позволить купить себе новые туфли, так как те, которые он носит, уже давно прохудились. При этом он должен заботиться о своей семье: жене, которая постоянно жалуется на нищенское существование и двух детях, один из которых школьник, второй ещё в грудном возрасте. Его старший сын ворует игрушки у соседских ребят и дерётся с ними. 
Цель отца состоит в том, чтобы уговорить состоятельную женщину, у которой пятеро детей, подписать договор о страховании жизни. В этом у него есть конкурент из другой страховой компании, которому он не собирается уступать. 
Когда прошёл слух о том, что чей-то ребёнок попал под поезд, женщина, у которой пятеро детей, начинает отчаянно искать одного из них. Окабэ, подсуетившись, находит мальчугана и приводит его домой. Обрадовавшаяся мамаша на радостях заключает с Окабэ страховой договор. Только в мыслях об этом договоре, наш герой забывает побеспокоиться о своём собственном ребёнке. А ведь это именно его сын попал под поезд. Узнав об этом, Окабэ бежит в больницу, где они с женой проводят время у постели раненого ребёнка.

## В ролях
- Исаму Ямагути — Окабэ
- Томоко Нанива — жена Окабэ
- Сэйити Като — Сусуму, сын Окабэ
- Сидзуэ Акияма — состоятельная клиентка
- Хидэо Сугавара — младенец
- Токио Сэки — Накамура, страховой агент

Самые ранние картины выдающегося японского режиссёра Микио Нарусэ сохранились в меньшей степени, хотя и они свидетельствуют о желании их создателя учиться не только у своих коллег-соотечественников, но также у западных постановщиков. Лента «Маленький человек, старайся!», снятая в 1931 году, была восьмой по счёту работой Нарусэ, однако она — первая из ныне имеющихся в наличии, да и то существует в неполном виде
(...) По своей манере это экранное действо может напомнить первые эксцентрические и одновременно социальные картины Ясудзиро Одзу (от «Дней молодости» до «Токийского хора»), а в какие-то моменты чуть ли не предвосхищает его прославленную ленту «Родиться-то я родился…», которая была создана в 1932 году.

## Премьеры
- — 8 августа 1931 года состоялась национальная премьера фильма в Токио[2].